# Chiesa di Santa Maria Nascente (Marnate)
La chiesa di Santa Maria Nascente è un luogo di culto cattolico di rito ambrosiano, edificato a Marnate, nella frazione di Nizzolina.

## Storia
Con l'incremento della popolazione di Nizzolina, la chiesetta di San Sebastiano, era divenuta piccola. Già il cardinale Montini agli inizi degli anni '60, durante la visita pastorale, ebbe modo di richiamare la necessità di una nuova chiesa.
Verso la fine degli anni '70, l'incarico di progettare una nuova chiesa, venne affidato all’architetto Glauco Marchegiani di Milano, il quale inizialmente pensò ad un edificio che potesse richiamare la vecchia chiesetta mediante l’impiego di travature in legno. Ragioni economiche imposero invece la realizzazione della nuova opera in cemento armato, ad aula unica divisa in cinque campate, con presbiterio rettilineo sopraelevato. La sobria facciata con profilo a capanna è preceduta da un ampio porticato di accesso rialzato di alcuni gradini. Il basso campanile a base rettangolare costituisce l’elemento cerniera tra la chiesa e l’adiacente casa canonica.
La nuova chiesa entrò in uso nel 1983 e venne benedetta nel settembre del 1984 dal cardinale Martini.

## Architettura
L’interno colpisce per le ampie superfici finestrate con vivaci vetrate policrome. Posto dietro l’altare si trova un elegante coro ligneo rettilineo con soprastante crocefisso in legno, con ai piedi, le statue di Maria e della sorella, sempre in legno, provenienti dalla Val Gardena. Sul lato sinistro dell’altare, addossato alla parete e leggermente sopraelevato, si trova il tabernacolo, su quello destro, addossato alla sacrestia, l’altare con il simulacro di Santa Maria Nascente, patrona della frazione.